# Neuseelandente
Die Neuseelandente (Anas chlorotis), auch Neuseeland-Kastanienente oder Grünohrente genannt, ist ein neuseeländischer Entenvogel, der zu den Schwimmenten gerechnet wird. Wie die Aucklandente und die Campbellente, die lange Zeit als Unterart der Neuseelandente eingeordnet wurden, ist auch die Neuseelandente in ihrem Bestand bedroht. Der aktuelle Bestand wird auf 912 Individuen geschätzt. Die IUCN stuft die Neuseelandente als „stark gefährdet“ (endangered) ein.

## Erscheinungsbild
Die Neuseelandente erreicht eine Körperlänge von bis zu 48 Zentimetern. Neuseelandenten weisen sowohl einen saisonalen Dimorphismus als auch einen Geschlechtsdimorphismus auf. Im Prachtkleid schimmert das Männchen an den Kopfseiten und dem Nacken grünlich. Das Gesicht ist braun. Auffällig ist der weiße Augenring. Bei einigen Individuen verläuft ein blasses weißes und nicht ganz geschlossenes Band am Hals. Das Körpergefieder ist dunkelbraun. Die Flanken sind hell und dunkelbraun gestreift. Die Brust ist dunkel kastanienbraun und die Unterseite ist hellbraun. Die Unterschwanzdecken sind schwarz mit einem weißen Fleck an der Schwanzbasis. Der grünlich schillernde Flügelspiegel wird durch ein schmales, weißes Band begrenzt. Im Ruhekleid fehlt der grünliche Schimmer am Kopf. Die Brust ist dann stärker getupft. Den Flankenfedern fehlt die Streifung und der weiße Fleck am Schwanz ist nahezu nicht zu sehen.
Weibchen weisen ein eher einheitlich braunes Federkleid auf. Bei ihnen sind die Federn hell gesäumt, was ihnen ein stärker geschupptes oder getupftes Erscheinungsbild gibt. Zur Körperunterseite hin ist die Brust aufgehellt. Auch beim Weibchen ist der Augenring auffällig. Jungenten gleichen den Weibchen, sind aber dunkler im Federkleid. Die Körperfedern und die Brustfedern sind breit hell gesäumt.
Der Schnabel ist stahlgrau mit einem schwarzen Schnabelfirst, die Beine und Füße sind dunkelgrau. Die Augen sind schwarz.

## Verwechslungsmöglichkeiten mit anderen Arten

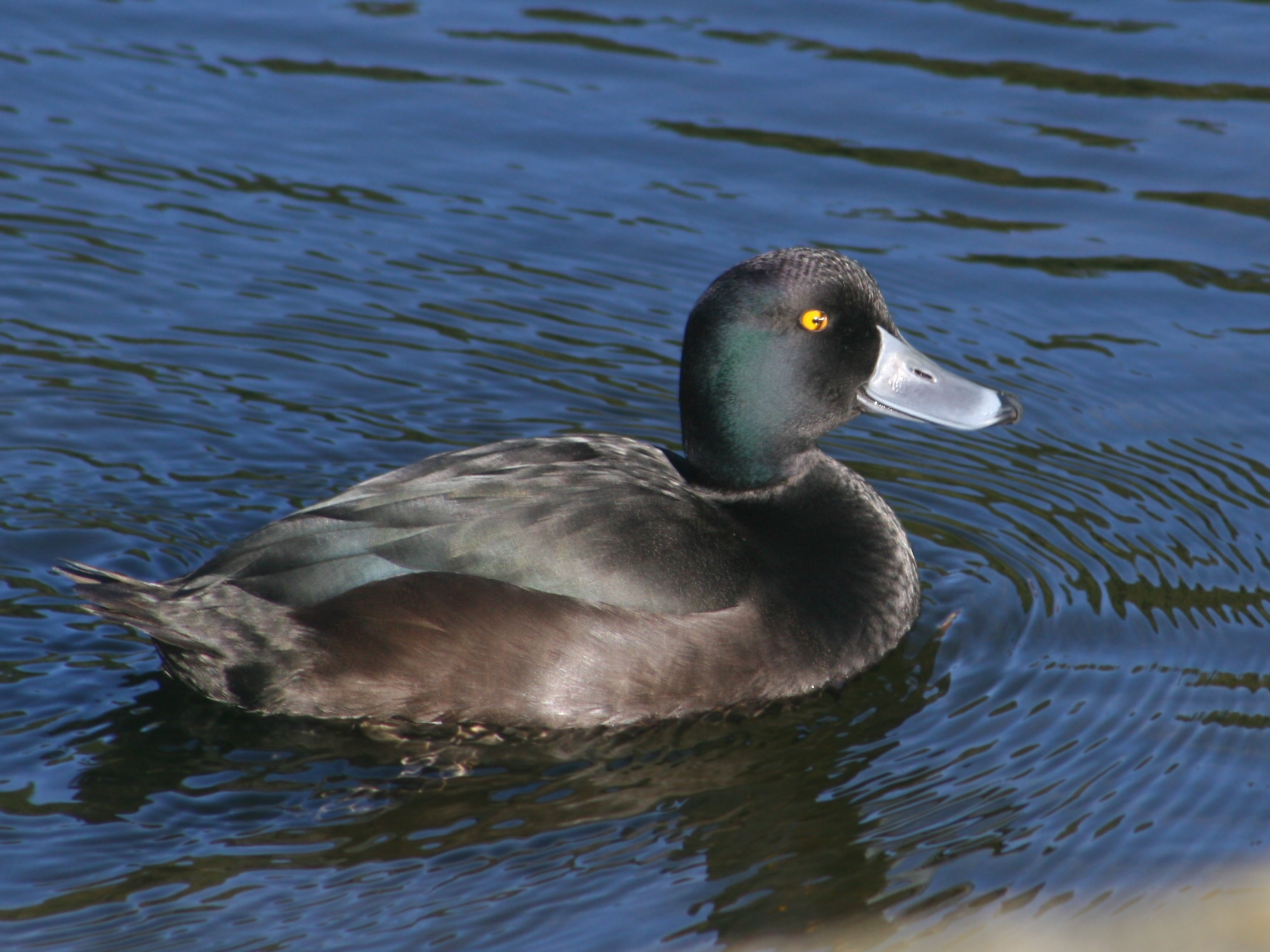
Männchen der Maoriente

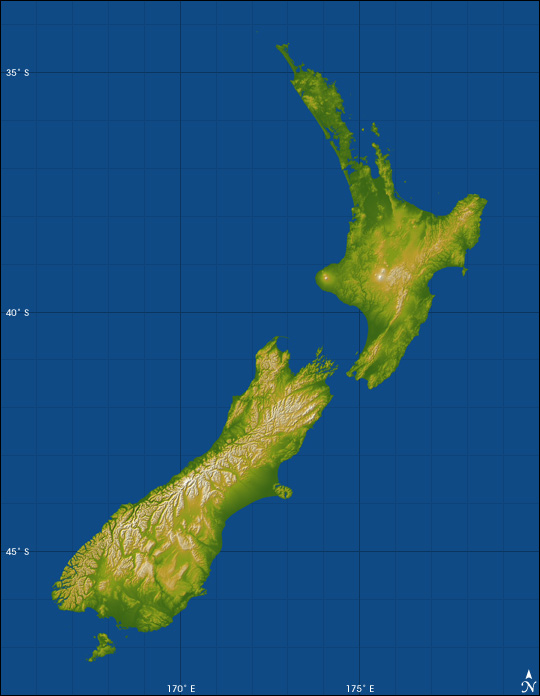
Topographische Karte von Neuseeland

Verwechslungsmöglichkeiten bestehen im natürlichen Verbreitungsgebiet mit der Maoriente. Diese schwimmt auf dem Wasser jedoch deutlich höher auf, hat einen erheblich kräftigeren Körperbau. Der Körperbau der Neuseelandente ist im Vergleich zur Maoriente etwas länglicher und ihre Flügelspitzen überkreuzen sich auf dem Rücken. Der Maoriente fehlt außerdem der weiße Augenring, die Stirn ist deutlich steiler. Die Männchen der Maoriente sind deutlich dunkler und haben auffallend gelbe Augen. Die meisten weiblichen Maorienten haben weiße Gesichtsabzeichen.
Die Australente hat im Vergleich zur Neuseelandente eine hellere Kehle und ein stärker geschuppt wirkendes Gefieder. Ihr fehlt außerdem der weiße Augenring. Die ähnlich gefärbte Kastanienente erreicht auch als Irrgast Neuseeland nicht. 

## Verbreitung und Bestand
Die Neuseelandente besiedelte ursprünglich sowohl die Süd- als auch die Nordinsel sowie die sich an die Nordinsel anschließende Great Barrier Island. Besiedelt wurden außerdem eine sehr große Anzahl der Inseln, die sich in Küstennähe Neuseelands befinden sowie die Chatham-Inseln, eine zu Neuseeland gehörende Inselgruppe, die rund 800 km östlich der Hauptinseln im Südpazifik liegt. 
Heute beschränkt sich das Vorkommen der Neuseelandente auf Great Barrier Island, drei küstennahe Inseln, auf denen jeweils nicht mehr als zehn Paare brüten, sowie auf eine kleine Küstenregion der Nordinsel. Der Bestand auf Great Barrier Island beträgt aktuell etwa 600 Enten. Noch zu Beginn der 1990er Jahre betrug er zwischen 1300 und 1500 Enten. An der Ostküste nahm der Bestand zwischen 1988 und 1999 auf weniger als 100 Individuen ab. Hier nehmen die Bestände aber wieder zu und betrugen im Jahre 2004 wieder 300 Individuen. Die Zahl der im Norden der Coromandel Peninsula wieder eingeführten Neuseelandenten betrug im Jahre 2008 etwa 500 Individuen und steigt weiter an. Auf einigen kleineren Inseln sind die Neuseelandenten eingeführt worden und haben dort bislang für ein oder zwei Dekaden überlebt. Für ein nachhaltiges Überleben dieser Art sind die Inseln jedoch zu klein.
Im Fjordland der Südinsel ist die Neuseelandente weitgehend ausgestorben. Die wenigen verbliebenen Neuseelandenten bastardieren mit der Augenbrauenente sowie den auf Neuseeland eingeführten Stockenten.
Eine Ursache des Bestandsrückgangs war zunächst eine exzessive Bejagung. Wesentliche Ursache ist jedoch die Veränderung des Lebensraums durch den Menschen. So führte die Entwässerung zahlreicher Feuchtgebiete zwischen 1890 und 1930 zu einem sehr starken Rückgang und lokalem Aussterben. Auf Stewart Island, der drittgrößten Insel Neuseelands, die vor der Küste der neuseeländischen Südinsel liegt, ist das Verschwinden auf die Einführung von Hauskatzen zurückzuführen. Die Zahl der Katzen nahm dort in den 1950er Jahren stark zu, und nach 1972 wurden auf der Insel keine Neuseelandenten mehr festgestellt.

## Lebensraum
Vor der Besiedelung Neuseelands durch den Menschen war die Neuseelandente vermutlich sehr häufig an Seen und langsamen Fließgewässern zu finden. Mitte des 19. Jahrhunderts, als bereits auch Europäer auf Neuseeland siedelten, fand man sie nur noch in Regionen mit baumbestandenem Sumpfland. 
Außerhalb der Fortpflanzungszeit sammeln sich die einzelnen lokalen Populationen an traditionellen Mauserplätzen. Dabei handelt es sich für gewöhnlich um Flussmündungen. Die Enten halten sich dabei meist oberhalb der Zone auf, bis zu der Salzwasser eindringt. Neuseelandenten sind Standvögel, die bei ungünstigen Bedingungen nicht brüten, sich aber in der Nähe ihres Brutgebietes aufhalten.

## Nahrung

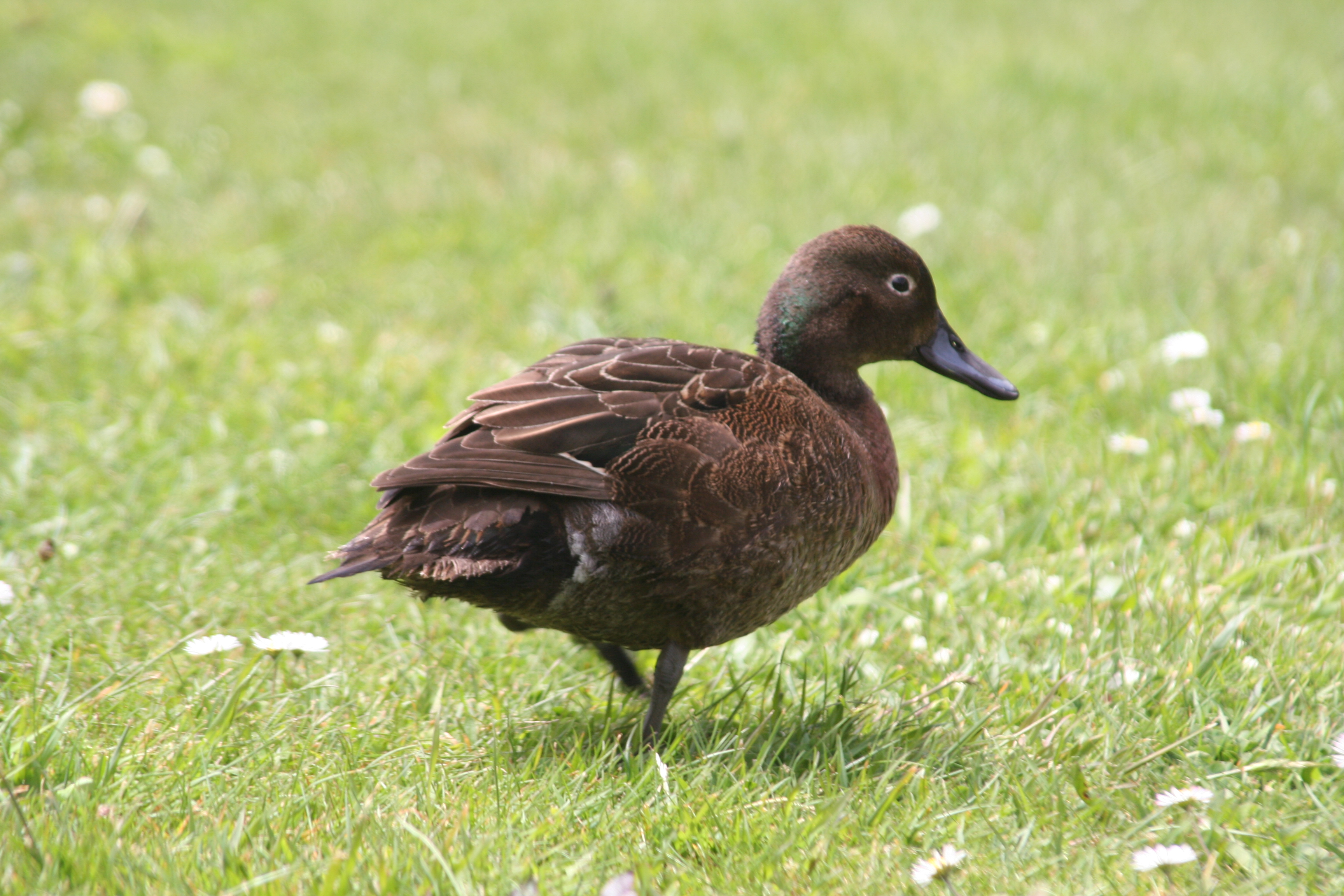
Neuseelandente

Die Neuseelandente ist eine dämmerungs- bis nachtaktive Ente. Das scheint eine Anpassung zum Schutz vor Beutegreifern zu sein, von denen es vor der Ankunft des Menschen hauptsächlich tagaktive wie etwa den Haastadler oder Skuas gab. Sie sucht ihre Nahrung gründelnd und sucht dabei auch Gebiete auf, die in einiger Entfernung von ihren Ruheplätzen liegen. Die Nahrung besteht überwiegend aus Wasserwirbellosen, Insektenlarven und kleinen Krebstieren. Mollusken spielen in ihrer Nahrung ebenfalls eine große Rolle. Sowohl kleine Mollusken wie Pipi (Paphies australis) oder größere wie Macomona liliana werden im Ganzen verschluckt. Herzmuscheln wie die neuseeländische Austrovenus stutchburyi werden in einer sehr spezifischen Weise gefressen, die bei anderen Vögeln in dieser Weise bislang nicht beobachtet wurde. Die Ente zwängt ihren eigentlich ziemlich weichen Schnabel zwischen die Herzmuschelschalen und zieht das Fleisch mit hämmernden Bewegungen heraus.

## Fortpflanzung
Neuseelandenten sind territoriale Vögel, die besonders während der Fortpflanzungszeit ihr Revier energisch gegenüber anderen Neuseelandenten verteidigen. Sie halten sich paarweise das ganze Jahr über in ihrem Territorium auf, sofern dieses hinreichende Wasserflächen aufweist. Dort, wo das nicht der Fall ist, wandern die Paare in die Nähe ab und kehren zurück, sobald die Wasserstände dies erlauben. Die Reviere sind verhältnismäßig groß und weisen neben deckungsreichen Vegetationszonen auch hinreichende Nahrungsräume und Brutplätze auf. 
Gelege werden – von den Monaten April und Mai abgesehen – in allen Monaten des Jahres gefunden. Der Höhepunkt der Fortpflanzungszeit liegt jedoch in den Monaten Juli bis September. Das Nest wird gewöhnlich unter Seggen oder Papyrus-Büscheln in Gewässernähe errichtet. Es wird aus dem umgebenden Gras gebaut und mit Daunen ausgelegt. Das Vollgelege umfasst durchschnittlich 5,9 Eier. Bei in menschlicher Obhut gehaltenen Neuseelandenten beträgt der Legeabstand einen Tag. Es brütet allein das Weibchen. Das Männchen bleibt jedoch in der Nestnähe. Die Brutzeit beträgt in Gefangenschaft 27 bis 30 Tage. Die Jungenten sind nach 50 bis 55 Tagen flügge.